# Opowieść z tajgi
Opowieść z tajgi (ros. Таёжная сказка, Tajożnaja skazka) – radziecki krótkometrażowy film animowany z 1951 roku w reżyserii Jewgienija Rajkowskiego i Olgi Chodatajewy.

## Fabuła
Para rosomaków postanawia się przeprowadzić. Przebiegła lisica chce wykorzystać okazję aby ukraść zwierzętom ich dobytek. Używając podstępu próbuje również przejąć ich łódkę. Na szczęście, niegodziwe zamiary lisicy odkrywa dzięcioł, który postanawia udzielić pomocy swoim przyjaciołom rosomakom.

## Animatorzy
Igor Podgorski, Rienata Mirienkowa, Jelizawieta Komowa, Jurij Prytkow, Faina Jepifanowa, Władimir Arbiekow, Lidija Riezcowa

## Wersja polska
Seria: Bajki rosyjskie (odc. 13)
W wersji polskiej udział wzięli:
- Beata Jankowska
- Cynthia Kaszyńska
- Ryszard Olesiński jako Dzięcioł
- Włodzimierz Press jako dziadek
- Monika Wierzbicka

i inni
Realizacja:
- Reżyseria: Stanisław Pieniak
- Dialogi: Stanisława Dziedziczak
- Teksty piosenek i wierszy: Andrzej Brzeski
- Opracowanie muzyczne: Janusz Tylman, Eugeniusz Majchrzak
- Dźwięk: Robert Mościcki, Jan Jakub Milęcki
- Montaż: Jolanta Nowaczewska
- Kierownictwo produkcji: Krystyna Dynarowska
- Opracowanie: Telewizyjne Studia Dźwięku – Warszawa
- Lektor: Krzysztof Strużycki